# Liberator (album)
Liberator je deváté studiové album anglické hudební skupiny Orchestral Manoeuvres in the Dark. Vydalo jej v červnu roku 1993 vydavatelství Virgin Records. Producenty alba byli Andy McCluskey a Phil Coxon. Vedle jedenácti autorských písní se zde nachází také coververze písně „Sunday Morning“ od americké kapely The Velvet Underground. Píseň „Dream of Me (Based on Love's Theme)“ obsahuje sampl písně „Love's Theme“ amerického zpěváka Barryho Whita.

## Seznam skladeb
| Pořadí | Název                               | Autor                                         | Délka |
| ------ | ----------------------------------- | --------------------------------------------- | ----- |
| 1.     | Stand Above Me                      | Andy McCluskey, Stuart Kershaw, Lloyd Massett | 3:33  |
| 2.     | Everyday                            | McCluskey, Paul Humphreys, Kershaw            | 3:57  |
| 3.     | King of Stone                       | McCluskey                                     | 4:17  |
| 4.     | Dollar Girl                         | McCluskey                                     | 4:19  |
| 5.     | Dream of Me (Based on Love's Theme) | McCluskey, Barry White                        | 4:13  |
| 6.     | Sunday Morning                      | Lou Reed, John Cale                           | 3:23  |
| 7.     | Agnus Dei                           | McCluskey, Christopher Tye, Shopsko           | 3:39  |
| 8.     | Love and Hate You                   | McCluskey                                     | 3:18  |
| 9.     | Heaven Is                           | McCluskey                                     | 4:30  |
| 10.    | Best Years of Our Lives             | McCluskey, Kershaw                            | 4:35  |
| 11.    | Christine                           | McCluskey, Kershaw                            | 5:04  |
| 12.    | Only Tears                          | McCluskey, Kershaw                            | 4:14  |